# Хитинское сельское поселение
Хи́тинское се́льское поселе́ние — упразднённое муниципальное образование в составе Осташковского района Тверской области. На территории поселения находятся 11 населенных пунктов.
Центр поселения — деревня Хитино.
Образовано в 2005 году, включило в себя территорию Хитинского сельского округа.
Законом Тверской области от 17 апреля 2017 года № 27-ЗО, все муниципальные образования Осташковского района были преобразованы в Осташковский городской округ.

## Географические данные
- Общая площадь: 149,4 км²
- Нахождение: западная часть Осташковского района
  - Граничит:
    - на севере — с Ботовским СП
    - на востоке — с Замошским СП
    - на юго-западе — с Пеновским районом, Заевское СП
    - на северо-западе — со Свапущенским СП

На северо-востоке граница поселения проходит по озеру Селигер, на западе по озеру Стерж. Другие озёра — Глубокое, Езжинское. Реки — Глубочица, Езжиница, Ульинка, Остречина.
По поселению проходит автодорога «Осташков — Волговерховье». В Хитино от неё отходит автодорога на Пено, Андреаполь и далее до магистрали «Москва—Рига».

## Население
По переписи 2002 года — 322 человека, на 01.01.2008 — 352 человека.

## Населенные пункты
На территории поселения находятся следующие населённые пункты:
| №  | Тип нп | Название   | Население (2008 год) |
| -- | ------ | ---------- | -------------------- |
| 1  | дер.   | Давыдово   | 9                    |
| 2  | дер.   | Жуково     | 33                   |
| 3  | дер.   | Карповщина | 33                   |
| 4  | дер.   | Кожурица   | 1                    |
| 5  | дер.   | Кононово   | 2                    |
| 6  | дер.   | Любимка    | 3                    |
| 7  | дер.   | Носовица   | 4                    |
| 8  | дер.   | Палиха     | 8                    |
| 9  | дер.   | Пихтень    | 15                   |
| 10 | дер.   | Поребрица  | 16                   |
| 11 | дер.   | Хитино     | 228                  |

## История
В XVI—XVII вв. территория поселения относилась к Ржевскому уезду Русского государства.

С XVIII века территория поселения входила:
- в 1708—1727 гг. в Санкт-Петербургскую (Ингерманляндскую 1708—1710 гг.) губернию, Тверскую провинцию,
- в 1727—1775 гг. в Новгородскую губернию, Тверскую провинцию,
- в 1775—1796 гг. в Тверское наместничество, Осташковский уезд,
- в 1796—1929 гг. в Тверскую губернию, Осташковский уезд,
- в 1929—1935 гг. в Западную область, Осташковский район,
- в 1935—1990 гг. в Калининскую область, Осташковский район
- с 1990 в Тверскую область, Осташковский район.

В середине XIX — начале XX века деревни поселения относились к Ботовской и Сенцовской волостям Осташковского уезда.
В 1940-50-е годы территория поселения входила в Первомайский сельсовет Осташковского района, в 1970-е его переименовали в Жуковский, позднее — в Хитинский. В 1994 г. сельсовет преобразован в сельский округ, в 2005 году — в сельское поселение.